# Mel McDaniel

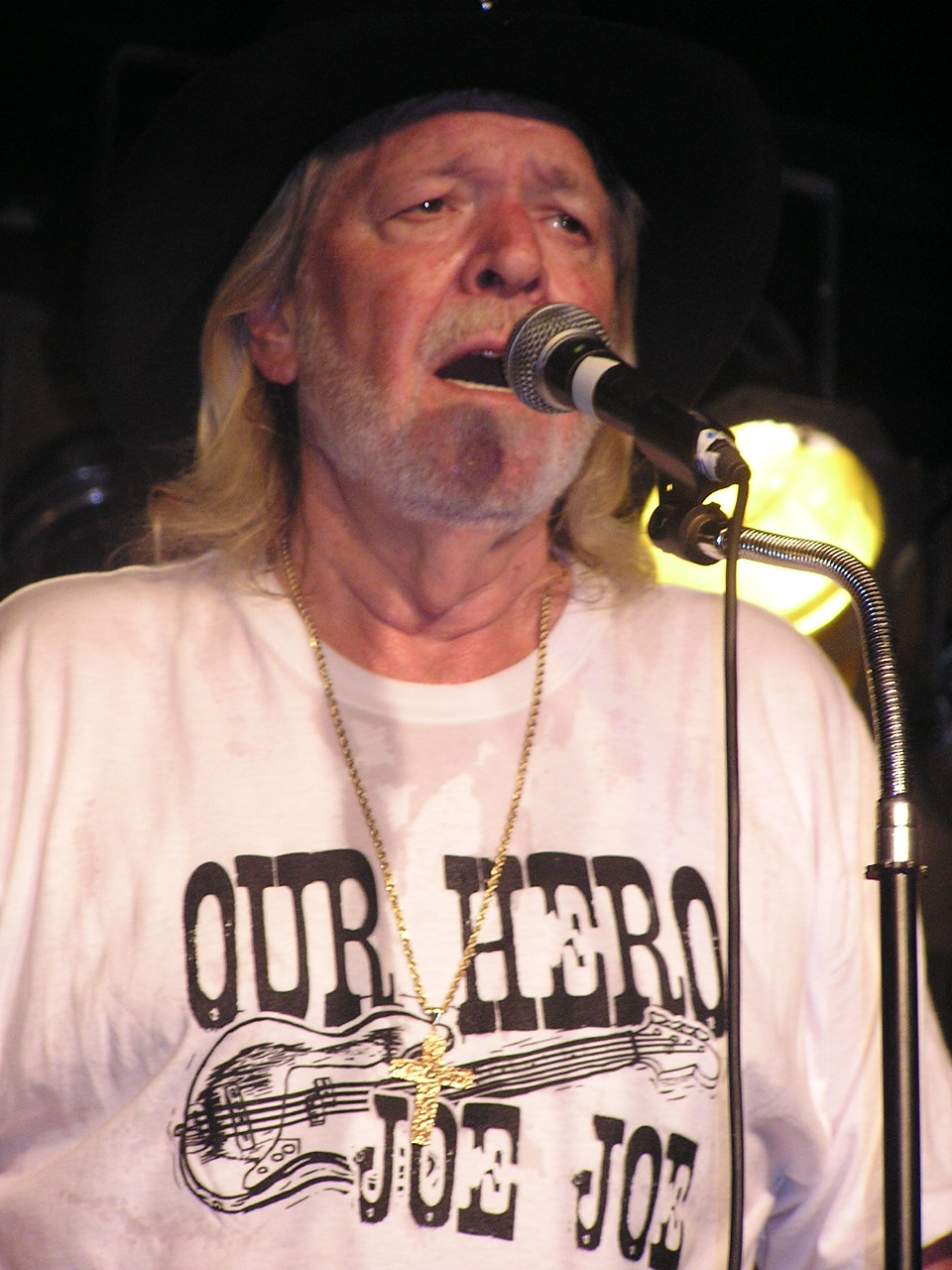
Mel McDaniel (Juni 2006)

Mel McDaniel (* 6. September 1942 in Checotah, Oklahoma; † 31. März 2011) war ein US-amerikanischer Country-Sänger und -Songwriter. Seine größten Erfolge hatte er in den 1980er Jahren.

## Biografie
Seine musikalische Laufbahn begann in der High School, wo er in mehreren Schülerbands spielte. Nach diversen gewonnenen Talentwettbewerben entschied er sich dazu, dass die Musik mehr als nur ein Hobby sein sollte und er spielte erste Gigs in Tulsa. Nachdem er sich in den Bars und Clubs seiner Heimatstadt Tulsa in Oklahoma als Musiker etabliert hatte, ging er für kurze Zeit nach Nashville, bevor er sich in Anchorage in Alaska niederließ. Er schrieb unter anderen Songs für Conway Twitty, Kenny Rogers und Bobby Goldsboro.
1976 kehrte McDaniel nach Nashville zurück, wo er einen Plattenvertrag erhielt. Er veröffentlichte in den späten 1970er und frühen 1980er Jahren eine Vielzahl an Singles. Einen ersten Erfolg hatte er mit der Single Have a Dream on Me, die ihn in die Charts brachte (Platz 51), bevor seine Karriere in den 1980er Jahren in einer Reihe von Top-Ten-Country-Hits ihren Höhepunkt fand. Seinen ersten Top-Ten-Hit hatte er mit Louisiana Saturday Night. Seinen größten Erfolg hatte er 1984 mit Baby’s Got Her Blue Jeans On.
McDaniel trat bis zuletzt als Musiker auf, gewöhnlich in der Grand Ole Opry, in die er 1986 aufgenommen wurde.
Sein letztes Studio-Album datiert von 2006 trägt den Titel „Reloaded“ und ist auf dem Indie-Label Aspirion Records erschienen.
Am 31. März 2011 verlor Mel McDaniel den Kampf gegen den Lungenkrebs, er wurde 68 Jahre alt.